# Chuyến bay liên danh
Trong ngành hàng không dân dụng, chuyến bay liên danh là một chuyến bay định kỳ mang tên cùng lúc nhiều hãng hàng không. Thỏa thuận về chuyến bay liên danh đầu tiên được thực hiện vào năm 1990 khi Australian Airlines, Qantas Airways và hãng hàng không Hoa Kỳ American Airlines kết hợp dịch vụ xếp ghế giữa các thành phố nội địa của Mỹ và các thành phố nội địa của Úc. Liên danh là một phần của một hợp đồng "hợp tác dịch vụ" giữa hai nhà vận chuyển trước khi liên minh hàng không khác được hình thành. Nó được hình thành từ thực tế nơi mà các chuyến bay khai thác bởi hãng hàng không thâm nhập vào thị trường đã có một hoặc vài hãng hàng không khác hoạt động. Hầu hết các hãng hàng không lớn ngày nay đều đã có các liên danh với các đối tác là các hãng hàng không khác, và liên danh mang tính chất chìa khóa để hình thành các liên minh hàng không.
Trong tiếng Anh, chuyến bay liên danh gọi là codeshare flight. Tiêu đề "code" suy ra từ nhận dạng của các kế hoạch chuyến bay, là hai ký tự theo quy định của IATA và số hiệu chuyến bay. Như vậy, XX123 là chuyến bay 123 khai thác bởi hãng hàng không XX, cũng có thể được bán bởi hãng hàng không YY với số hiệu YY456 hay bởi ZZ với số hiệu ZZ789
Bằng hình thức chuyến bay liên danh, các hãng hàng không tham gia có thể khai thác một số chuyến bay phổ biến theo những lý do nhất định như:
- Nối chuyến – nó làm cho các đường bay dễ dàng hơn đối với khách hàng, cho phép khách hàng có thể đặt chỗ di chuyển từ điểm A đến điểm B qua điểm C mà chỉ cần dưới mã số của một nhà vận chuyển, thay vì khách hàng phải đặt chố cho hai chặng với hai mã khác nhau. Đó không chỉ là tiện ích bề nổi là tiện ích hợp tác các hãng hàng không mà còn thể hiện nỗ lực đồng bộ lịch bay và hợp tác phục vụ hành lý, điều đó sẽ giúp giảm thời gian kết nối giữa hai chuyến bay liên tiếp.
- Chuyến bay của hai hãng hàng không có thể bay trên cùng một tuyến – điều này hiển nhiên làm tăng tần suất phục vụ hơn so với khi chỉ có một hãng hàng không phục vụ.
- Tăng trưởng các thị trường chưa được khai thác – đây là một phương thức giúp cho nhà vận chuyển, những người mà họ chưa khai thác máy bay do họ sở hữu trên những đường bay đó, nhưng có cơ hội quảng bá trên thị trường đó nhờ số hiệu chuyến bay liên danh.

Bằng hình thức chuyến bay liên danh, hãng hàng không có thể khai thác thực tế các chuyến bay (với một loại máy bay, tổ bay và phục vụ mặt đất) được gọi là nhà khai thác vận chuyển. Công ty hoặc nhiều công ty có thể bán vé nhưng thực tế họ không khai thác chuyến bay đó nó được gọi là nhà tiếp thị vận chuyển.

## Lợi ích cạnh tranh
Cạnh tranh giữa các hãng hàng không xung quanh chiến lược bán vé (hay còn được biết đến như là "đặt chỗ" (quản lý doanh thu, biến động giá, hình thái thị trường)) rất gay gắt. Hầu hết các công ty du lịch, lữ hành đều đã tham khảo các chuyến bay có đường bay thẳng. Liên danh tạo cho họ ấn tượng đó. Hệ thống giữ chỗ qua máy tính (CRS) cũng thường không phân biệt các chuyến bay thẳng và các chuyến bay liên danh và hiện tại cả hai lựa chọn đều được không ngừng phát triển bởi các công ty khác nhau.
Đã có những phàn nàn ở nhiều mức độ từ phía các tổ chức bảo vệ người tiêu dùng và các cơ quan chức năng phụ trách thương mại về hợp đồng liên danh khi xảy ra bồi thường, chậm hủy chuyến, và như vậy cũng khó có thể nói đây là một loại hình kinh doanh thành công.

## Đường sắt vàhàng không
Cũng có các hợp đồng liên danh giữa các hãng hàng không và đường sắt cũng được biết dến như là hệ thống Đường sắt – Hàng không. Nó bao gồm việc kết hợp cả hai loại vận chuyển trên, ví dụ khi tìm kiếm việc nối chuyến một cách ngắn nhất, cho phép chuyển đổi giữa vé máy bay và vé tàu hỏa hay ở mức độ cao hơn, vé máy bay có giá trị trên tàu hỏa, v.v... Ta cũng có thể xem danh sách liệt kê các ga tàu hoả của IATA. Ở châu Âu những hệ thống Hàng không – Đường sắt được sử dụng để chia nhỏ thị trường bằng cách bán những vé kết hợp này một cách rộng rãi với một giá thấp để thu hút thêm khách hàng. Hệ thống này cũng ngăn cản các khách hàng nội bộ khi mua những vé này với giá rẻ khi các khách hàng này chỉ được cho phép lên máy bay ra nước ngoài với chiếc vé tàu hỏa chỉ có giá trị ở nước ngoài.